# Heinz Fink
Unter dem Namen Heinz Fink beteiligte sich ein deutscher Staatsbürger nach dem Ende des Zweiten Weltkriegs in der österreichischen Weststeiermark an antikommunistischen Sprengstoffanschlägen und Propagandaaktionen. Fink bezeichnete sich selbst als Anführer einer Gruppe von Aufständischen, die als „Monarchistische Partisanen Österreichs“ und in der Presse auch als „Monarchopartisanen“  in Erscheinung trat. 1949 wurde er mit mehreren Mittätern von einem britischen Militärgericht sowie im Anschluss vom Grazer Landesgericht unter anderem wegen des Verdachtes des Hochverrates angeklagt und zu einer mehrjährigen Haftstrafe verurteilt. Im Oktober 1955 wurde er vor der vollständigen Verbüßung seiner Haftstrafe bedingt entlassen.

## Leben

### Personalien
Die Personendaten des Attentäters sind nicht zweifelsfrei belegt. Jedenfalls in der Nachkriegszeit gab er seinen Namen mit Heinz Fink, gelegentlich auch mit Heinrich Fink an; zeitweise war er auch als „der Berghofbauer“ bekannt. Nach eigenen Angaben wurde er 1908 in Miami geboren. Anlässlich eines Strafverfahrens veröffentlichte die österreichische Presse im April 1948 Erkenntnisse des Ermittlungsverfahrens, nach denen Fink in Wirklichkeit Bruno Ernst Malmede hieß und am 23. Mai 1902 in Styrum an der Ruhr geboren wurde. Laut späterer Aussage Finks sei er ein außereheliches Kind des westfälischen Schriftstellers Josef Winckler. Er soll ursprünglich ein gelernter Gärtner gewesen sein. Nach diesen Erkenntnissen wurde in der Presse auch der Name Fink-Malmede verwendet. In einer jüngeren Veröffentlichung zu der Anschlagsserie wird der Name Malmede allerdings nicht erwähnt.

### Vorkriegszeit und Kriegsjahre
Einer Presseveröffentlichung zufolge wurde Fink unter dem Namen Bruno Ernst Malmede in den 1930er-Jahren in Deutschland wiederholt wegen Betrugsdelikten verurteilt, zuletzt 1940 wegen rückfälligen Betrugs zu einer Freiheitsstrafe von drei Jahren. Insgesamt war Malmede siebenmal vorbestraft. Nach Aussagen von Widerstandskämpfern soll er – weiter unter dem Namen Malmede – im Jahr 1944 im Bezirk Mödling Kontakt zum Widerstand gegen den Nationalsozialismus gesucht haben, wobei er sich als angeblicher Leiter des amerikanischen Spionagedienstes für Österreich ausgab. Zu jener Zeit erschlich er sich auch das Vertrauen einer Frau Irma Neumayer, die ihm ihren Schmuck anvertraute. Die Eltern von Neumayer gaben Fink insgesamt 10.000 Reichsmark zur Finanzierung des Widerstandes. Fink behielt aber sowohl den Schmuck als auch das Geld für sich selbst. Die Kontakte zum Widerstand nutzte er später, um die Kämpfer zu erpressen und um sie schließlich an die Gestapo zu verraten.
Im Jahr 1942 wurde er zur Wehrmacht eingezogen, desertierte aber, nachdem seine Einheit an die Front verlegt worden war. Laut Auskunft seiner Anhänger bekleidete er den Rang eines SS-Gruppenführers. Er wurde denunziert und inhaftiert. Nach einigen Fluchtversuchen aus Haftanstalten wurde er im KZ Mauthausen interniert, von wo ihm im Februar 1945 die Flucht gelang. Er kam bei einer Frau in Niederösterreich unter, die ihn vor den Behörden versteckte.

### Nach Kriegsende
Fink floh in die Steiermark, wo er zusammen mit mehreren Ausländern an den Bürgermeister von Kalwang als vermeintlicher Freiheitskämpfer herantrat und diesen unter Gewaltandrohung zur Ausstellung von Freiheitskämpferbestätigungen zwang. Als angeblicher Major des Widerstandes und Oberpartisanenführer trat er an den Bezirkshauptmann von Liezen heran, der ihn als kommissarischen Verwalter des vormals vom SS-Obersturmbannführer Pauli geleiteten Landgutes einsetzte. Diese Stellung nutzte er, um Gelder des Betriebes zu veruntreuen und auch, um eine intime Beziehung mit der Frau des Obersturmbannführers einzugehen. Im November 1945 trat Fink als Wahlredner bei einer Massenkundgebung der ÖVP in den Wiener Sofiensälen auf und stand zumindest zeitweise auch auf der Kandidatenliste der ÖVP. Aufgrund einiger Anzeigen wegen Veruntreuung und des Verdachtes der politischen Denunziation wurde er schließlich im Oktober 1946 verhaftet und kam vor das Bezirksgericht Liezen. Aus dem dortigen Gefängnis gelang ihm im November 1946 erneut die Flucht. Laut späterer Aussage Finks ermöglichte man ihm die Flucht aus diesem Gefängnis vor einem Abtransport in die von den Sowjets besetzte Zone, da er über Lagepläne von Erdölvorkommen verfügte. Er kam bei einer Reichsdeutschen unter, die er wenige Tage später vergewaltigte. Er versteckte sich von Februar bis Oktober 1947 beim Besitzer Thomas Maier in Waldstein bei Deutschfeistritz, ehe er im Dezember in das Gleinalmgebiet weiterzog. In diese Zeit fällt Finks Rolle als Anführer der Monarchistischen Partisanen, wobei er vor allem aus der bäuerlichen Landbevölkerung seine Anhänger rekrutierte. Er überzeugte seine Anhänger davon, dass 180.000 bewaffnete Männer hinter seiner Idee stünden, die politischen Parteien zu stürzen und Österreich durch eine Volksabstimmung in eine Monarchie zu verwandeln. Seinen Anhängern drohte Fink mit Erschießungen, falls sie ihn anzeigen oder verraten sollten.

### Anschläge und Propaganda
Die Aktionen der Monarchistischen Partisanen in den Bezirken Graz-Umgebung und Voitsberg sowie in Graz erfolgten in zwei Serien von Februar bis Dezember 1947. Die erste nachweisbare Tätigkeit der Gruppe waren Parolen, die in der Nacht auf den 17. Februar 1947 an mehrere Stellen im Ortsgebiet von Peggau geschmiert worden waren. Die Gendarmerie beschuldigte damals zuerst fälschlicherweise 21 Ungarn, die seit Kriegsende in Peggau lebten. Die Sprengung eines von der Ortsgruppe der SPÖ und den Naturfreunden in Dobl aufgestellten Maibaums in der Nacht auf den 1. Mai könnte ebenfalls von den Partisanen durchgeführt worden sein. Bei der Explosion wurden alle Fensterscheiben des benachbarten Gasthauses zerstört und der Baum fiel auf eine Stromleitung. Mit einer am 15. Mai aufgestellten Anschlagstafel mit Parolen in Deutschfeistritz endete die erste Serie von Aktionen.
Die zweite Serie an Tätigkeiten der Gruppe begann in der Nacht vom 8. auf den 9. August 1947, als in Laufnitzdorf und in Gratkorn Flugblätter verteilt wurden. Weitere in der Nacht zum 14. August verteilte Flugblätter in Frohnleiten wurden bereits in den frühen Morgenstunden von Gemeindearbeitern eingesammelt und entsorgt. Am 20. August wurden mit gelber Ölfarbe Parolen auf die durch Peggau verlaufende Bundesstraße gemalt. Auch eine Fahne der Sozialistischen Jugend wurde vom SPÖ-Heim in der Gemeinde gestohlen und mit Parolen beschmiert.
Am Morgen des 6. September 1947, gegen 1 Uhr, gab es einen Sprengstoffanschlag auf die Parteilokale der Kommunistischen Partei Österreichs (KPÖ) in Gratwein und Gratkorn, bei dem die Gebäude samt umliegender Häuser beschädigt wurden. Am Tatort in Gratwein wurden monarchistische Flugblätter gefunden. Infolge dieser Anschläge gab der britische Nachrichtendienst Field Security Section (FSS) bekannt, dass ein Heinrich Fink als Urheber dieser Aktionen vermutet werde. Die Sprengstoffanschläge gingen aber weiter. So zerstörte in der Nacht auf den 3. Oktober eine Explosion die Haustür sowie zahlreiche Fenster des Gemeindewohnhauses von Peggau. In das Schlafzimmer des im Gemeindewohnhaus wohnhaften kommunistischen Betriebsrates des Peggauer Kalkwerkes Brandner warfen die Partisanen eine Handgranate, die jedoch nicht detonierte. In derselben Nacht wurde das KPÖ-Lokal in Frohnleiten durch Sprengstoff fast vollständig zerstört und 17 umliegende Häuser wurden beschädigt. Auch beim KPÖ-Lokal in Deutschfeistritz sowie an einem Peggauer Privathaus wurden in dieser Nacht Sprengsätze angebracht, die sich allerdings als Blindgänger erwiesen. Spätere Nachforschungen des Landesgendarmeriekommandos ergaben, dass Heinz Fink Anfang Oktober 1947 in einen Privathaus in Neuhof bei Übelbach mehrere Vorträge hielt. Er rekrutierte dort auch die Hausbesitzerin und deren vier Töchter für die Partisanen. Ein von Alfred Fleischhacker durchgeführter Sprengstoffanschlag auf die KPÖ-Baracke am Lendkai in Graz, in der sich die Bezirksleitung der Partei befand, geschah am 18. Oktober, richtete aber nur geringen Sachschaden an.
Am Morgen des 22. Oktober 1947 wurden vor den Gendarmerieposten, dem Pfarramt sowie dem Gasthaus Zottler in Geistthal Flugblätter gefunden. Eine weitere Flugblattverteilung in Geistthal erfolgte in der Nacht zum 2. November. In der Nacht zum 15. November wurden insgesamt zehn Gebäude des Ortes mit der Parole „Es lebe die Monarchi“, „Hoch die Monarchi“, „Es lebe Kaiser Otto“, „Weg mit den Barteien, Fink“ bemalt. Eine weitere Flugblattaktion gab es in der Nacht auf den 24. November in Kainach bei Voitsberg. Die von Fink, der sich selber Berghofbauer nannte, sowie einem Stabschef Holder gezeichneten Flugzettel warben für die monarchistische Partei und drohten Gewalt gegen die Kommunistische Partei Österreichs an. Die Flugblattaktion wurde in Kainach in der Nacht zum 6. Dezember wiederholt, und in der darauf folgenden Nacht wurden auch Flugblätter in Maria Lankowitz verteilt. Unter anderen an die Grazer Waggonfabrik sowie die Maschinenfabrik Andritz ergingen Drohbriefe der Partisanen.
In Gratkorn platzierten am 13. Dezember Unbekannte eine Bombe vor der Haustür von Elisabeth Bock, deren Ziehsohn Raimund Zach von Jänner 1946 bis Juli 1947 Obmann der KPÖ in Peggau war. In der Nacht zum 14. Dezember kam es erneut zu einer Flugblattaktion, diesmal in Bärnbach. Das Schulhaus von Södingberg wurde in der Nacht zum 23. Dezember mit der Parole „Fink zerschlägt die Parteien kommt zur Monarchi folgt uns“ beschmiert. In der Nacht zum 29. Dezember wurde ein Köflacher Wohnhaus mit der Aufschrift „König Otto 13. 13. 38 Fink“ versehen, wobei die Zahlenfolge die Häftlingsnummer von Fink war.
Die bedeutendste Aktion fand am 30. Dezember 1947 statt, als gegen 1:45 Uhr ein Sprengstoffanschlag auf den Gendarmerieposten in Geistthal verübt wurde. Die vor die Eingangstür des Postens geworfene Sprengladung detonierte jedoch nicht. Aus einem Infanteriegewehr wurden sieben oder zehn Schüsse auf das Gebäude abgegeben. Diese Aktion war der letzte von insgesamt neun Sprengstoffanschlägen der Gruppe, die sich vor allem gegen Parteilokale und Mitglieder der KPÖ richteten.
Nach der Festnahme Finks wurden Pläne für weitere Sprengstoffanschläge entdeckt. So sollten etwa die Badlwandgalerie bei Peggau, die Stromleitung in Deutschfeistritz, die Sparkasse in Frohnleiten sowie insgesamt 30 Wohnhäuser von KPÖ-Mitgliedern in Voitsberg gesprengt werden. Es gab auch Pläne für Sabotageakte in der Papierfabrik Guggenbach sowie der Glasfabrik Oberdorf.

### Festnahme und Verurteilung
Nach dem Sprengstoffanschlag auf den Gendarmerieposten in Geistthal erhöhte das Landesgendarmeriekommando den Fahndungsdruck und entsandte eine Spezialeinheit in die Weststeiermark, die noch durch zehn Voitsberger Gendarmen verstärkt wurde. Heinz Fink wurde nach einer Fahndung in der Nacht des 31. Dezember im Haus des Elektromonteurs Franz Payer in Hochtregist verhaftet. Dabei wurde eine unter einem Kopfpolster versteckte Pistole sichergestellt. Neben Fink wurden in derselben Nacht noch 22 weitere Personen verhaftet, darunter auch der Gratweiner Druckereibesitzer Peter Klinger, bei dem die Flugblätter gedruckt worden waren. Die Gendarmen stellten auch größere Mengen an Waffen, Munition und Sprengsätzen sicher. Diese Waffenfunde verursachten eine Teilung des Gerichtsprozesses, da der Waffenbesitz und der Waffengebrauch gegen eine Verordnung der Militärregierung der britischen Besatzungsmacht verstießen. Insgesamt 16 der Personen wurden am 19. Februar 1948 in Graz vor das mittlere britische Militärgericht gestellt. Die Anklage lautete auf unerlaubten Besitz von Waffen und Sprengstoff. Fink sagte vor dem Militärgericht aus, die Field Security Section (FSS) hätte von den Waffen und dem Sprengstoff gewusst, aber nichts dagegen unternommen. Die FSS stritt vor dem Gericht ab, von den Waffen gewusst zu haben oder mit Fink in Kontakt gewesen zu sein. Er ließ sich dahingehend ein, dass er unter Schwur stehe und deshalb nicht sagen könne, woher oder von wem er die Waffen erhalten habe. Weiter sehe er sich durch seine Furcht vor den Russen dazu berechtigt, eine Waffe zu tragen. Später gab Fink an, dass er von Stellen der Regierung und der Alliierten unterstützt worden sei und dass ihm eine Legalisierung seiner Bewegung von einem gewissen General Gruber versprochen worden sei. Auch sei die Bewaffnung seiner Gruppe in der Angst vor einem Putsch durch Neonazis erfolgt.
Alle Angeklagten wurden noch am ersten Prozesstag von Richter R. B. MacKeown vor dem Militärgericht schuldig gesprochen, wobei sich die 15 Mitangeklagten Finks selbst für schuldig bekannten und wegen unbefugten Waffenbesitzes zu großteils mehrjährigen Haftstrafen verurteilt wurden. Fink selbst wurde zu sieben Jahren Haft verurteilt. Fünf Mitglieder sowie ihr Anführer wurden am 2. Mai 1949 zudem noch des Hochverrates und Verstoßes gegen das Sprengmittelgesetz angeklagt und vor ein österreichisches Schwurgericht gestellt. Fink wurde zudem noch der Notzucht angeklagt. Fink wurde am 6. Mai 1949 nicht wegen Hochverrats, aber wegen Verstößen gegen das Staatsschutzgesetz sowie wegen Notzucht zu einer Zusatzstrafe von 13 Jahren schweren Kerkers sowie zur Landesverweisung verurteilt. Auch die anderen Angeklagten erhielten teilweise mehrjährige Zusatzstrafen.
Für die auf den Gendarmerieposten von Geistthal abgegebenen Schüsse wurde Johann Pagger zu vier Jahren Haft verurteilt. Johann Kink sagte aus, auf Anweisung Finks die Anschläge auf die kommunistischen Parteilokale in Frohnleiten und Gratkorn verübt zu haben. Kink wurde zu drei Jahren Gefängnis verurteilt. Alfred Fleischhacker hatte sich unter der Zusicherung von Kleidung und Vorräten seitens der Partisanen an der Sprengung der Grazer KPÖ-Baracke beteiligt und Flugblätter in Graz verteilt. Fleischhacker sowie die Mitglieder Rudolf Schlatzer, Johann Kreiner und Simon Wagner wurden zu je drei Jahren Haft verurteilt. Der Druckereibesitzer Peter Klinger, der die Flugblätter der Bewegung gedruckt hatte, sowie das Mitglied Johann Jantscher bekamen je zwei Jahre Haft. Die anderen angeklagten Mitglieder erhielten Haftstrafen zwischen zwei Jahren und sechs Monaten.
Fink sowie einige andere der Angeklagten reichten eine Nichtigkeitsklage gegen das Urteil ein, die jedoch am 12. Oktober 1949 in einer nicht öffentlichen Sitzung des Obersten Gerichtshofes abgewiesen wurde.
Heinz Fink wurde am 24. Dezember 1949 in die Justizanstalt Graz-Karlau überstellt, um seine Haftstrafe abzusitzen. Am 27. Oktober 1955 erfolgte seine bedingte Entlassung, vor der vollständigen Verbüßung seiner Haftstrafe.